# Karlstad község
Karlstad község (svédül: Karlstads kommun) Svédország 290 községének egyike. A jelenlegi községet 1971-ben hozták létre Ystad város és néhány környező község egyesítésével.

## Települései
A községben 10 település (tätort) található. A települések és népességük:
| Település    | Népesség | Megjegyzés         |
| ------------ | -------- | ------------------ |
| Karlstad     |          | a község székhelye |
| Alster       |          |                    |
| Blombacka    |          |                    |
| Edsvalla     |          |                    |
| Molkom       |          |                    |
| Skattkärr    |          |                    |
| Skåre        |          |                    |
| Vallargärdet |          |                    |
| Vålberg      |          |                    |
| Väse         |          |                    |

## Külső hivatkozások
- Hivatalos honlap (svéd)